# Éric Neveux
Pour les articles homonymes, voir Neveux.
Pour l’article ayant un titre homophone, voir Erik Neveu.
Éric Neveux est un compositeur français, né en février 1972 à Saint-Quentin (France). Il a enregistré des albums electro sous le nom de Mr Neveux qui le rattachent à la French Touch.
Il est le fondateur du label Microbe.

## Biographie

### Formation
Éric Neveux est diplômé de l'École de management de Lyon Business School (promotion ESC 1994).

## Filmographie

### Cinéma

#### Longs métrages
- 1997 : Regarde la mer de François Ozon
- 1998 : Sitcom de François Ozon
- 1998 : Ceux qui m'aiment prendront le train de Patrice Chéreau (thème du film : « Welcome to Limoge »[1])
- 2001 : Intimité (Intimacy) de Patrice Chéreau
- 2002 : Carnages de Delphine Gleize
- 2002 : Monique : toujours contente de Valérie Guignabodet
- 2002 : Parlez-moi d'amour de Sophie Marceau
- 2003 : Toutes les filles sont folles de Pascale Pouzadoux
- 2003 : Une souris verte (3 Blind Mice) de Mathias Ledoux
- 2004 : Grande école de Robert Salis
- 2004 : Tout le plaisir est pour moi d'Isabelle Broué
- 2005 : Following Sean (documentaire) de Ralph Arlyck
- 2006 : L'Année suivante de Isabelle Czajka
- 2007 : La Tête de maman de Carine Tardieu
- 2007 : Les Yeux bandés de Thomas Lilti
- 2008 : De l'autre côté du lit de Pascale Pouzadoux
- 2009 : Persécution de Patrice Chéreau
- 2010 : Dans ton sommeil de Caroline Du Potet et Eric Du Potet
- 2010 : D'amour et d'eau fraiche de Isabelle Czajka
- 2011 : Itinéraire Bis de Jean-Luc Perréard
- 2011 : Une pure affaire de Alexandre Coffre
- 2011 : La Permission de minuit de Delphine Gleize
- 2011 : La Croisière de Pascale Pouzadoux
- 2011 : Hideaways de Agnès Merlet
- 2011 : Let My People Go! de Mikael Buch
- 2012 : Mince alors ! de Charlotte de Turckheim
- 2012 : Les Kaïra de Franck Gastambide
- 2012 : L'Attentat de Ziad Doueiri
- 2012 : La Fleur de l'âge de Nick Quinn
- 2012 : Dimmi che destino avrò de Peter Marcias
- 2013 : La Vie domestique d'Isabelle Czajka
- 2013 : Le Grand Méchant Loup de Nicolas Charlet et Bruno Lavaine
- 2013 : Un beau dimanche de Nicole Garcia
- 2013 : Il était une forêt (documentaire) de Luc Jacquet
- 2014 : Les Gazelles de Mona Achache
- 2014 : La Voie de l’ennemi (Two Men in Town) de Rachid Bouchareb
- 2014 : De guerre lasse d'Olivier Panchot
- 2014 : On a failli être amies de Anne Le Ny
- 2014 : Les Vacances du Petit Nicolas de Laurent Tirard
- 2014 : Une heure de tranquillité de Patrice Leconte
- 2015 : Exotica, Erotica, Etc. (documentaire) de Evangelía Kranióti
- 2015 : Graziella de Mehdi Charef
- 2015 : La Tête haute de Emmanuelle Bercot
- 2015 : Une mère de Christine Carrière
- 2015 : La Dernière Leçon de Pascale Pouzadoux
- 2015 : Boomerang de François Favrat
- 2015 : Maintenant ils peuvent venir de Salem Brahimi
- 2016 : Et ta sœur de Marion Vernoux
- 2016 : Pattaya de Franck Gastambide
- 2016 : Un homme à la hauteur de Laurent Tirard
- 2016 : À tous les vents du ciel de Christophe Lioud
- 2016 : Wùlu de Daouda Coulibaly
- 2016 : Cézanne et moi de Danièle Thompson
- 2017 : Le voyage de Ricky (A Stork's Journey) de Toby Genkel et Reza Memari
- 2017 : Zombillénium de Arthur de Pins et Alexis Ducord
- 2017 : L'Insulte de Ziad Doueiri
- 2018 : La Monnaie de leur pièce de Anne Le Ny
- 2018 : Les Aventures de Spirou et Fantasio d'Alexandre Coffre
- 2018 : Un merveilleux couple (aussi Un si beau couple ; Das schönste Paar) de Sven Taddicken
- 2018 : Le Flic de Belleville de Rachid Bouchareb
- 2019 : Beau Joueur (documentaire) de Delphine Gleize
- 2019 : Cyril contre Goliath (documentaire) de Thomas Bornot
- 2020 : Qu'un sang impur... d'Abdel Raouf Dafri
- 2020 : Poly de Nicolas Vanier
- 2021 : De son vivant d'Emmanuelle Bercot
- 2022 : Moissons sanglantes - 1933, la famine en Ukraine (l'Holodomor) de Guillaume Ribot
- 2025 : Personne n'y comprend rien de Yannick Kergoat
- 2025 : Le Répondeur de Fabienne Godet

#### Courts métrages
- 1997 : Mon jour de chance de Pascale Pouzadoux
- 1997 : Silver Shadow de Lionel Delplanque
- 1997 : Quand le soleil meurt de Pascal Courty
- 1998 : Metallica de Jérôme Chichet
- 2000 : Clémentine... plein de choses que vous savez pas! de Francis Allègre et Luis España
- 2002 : Je n'ai jamais tué personne d'Édouard Deluc
- 2004 : Peurs de Myriam Boyer
- 2008 : The Object de Leslie Ali
- 2008 : Eaux troubles de Charlotte Erlih
- 2012 : L'avenir c'est aujourd'hui de Anne Zinn-Justin
- 2013 : Swing absolu de François Choquet
- 2016 : Loco de Simon Wallon
- 2017 : Emily de Jean-Marc Demmer

### Télévision

#### Téléfilms
- 2000 : Anna en Corse
- 2002 : Carnets d'ado - Les paradis de Laura (Les Paradis de Laura)
- 2003 : Phèdre de Pierre Cardinal
- 2004 : Mon fils cet inconnu
- 2004 : Le Secret de Nathalie (La Nuit du meurtre)
- 2004 : Par accident de Jérôme Foulon
- 2005 : Le Crime des renards de Serge Meynard
- 2006 : Inconnue de la départementale
- 2006 : Le Rainbow Warrior de Michael Tuchner
- 2006 : La Blonde au bois dormant de Sébastien Grall
- 2007 : Monsieur Joseph d'Olivier Langlois
- 2008 : Miroir, mon beau miroir de Serge Meynard
- 2008 : Une femme à abattre d'Olivier Langlois
- 2008 : Répercussions de Caroline Huppert
- 2010 : 35 kilos d'espoir d'Olivier Langlois
- 2010 : Je, François Villon, voleur, assassin, poète... de Serge Meynard
- 2010 : Le Pain du diable de Bertrand Arthuys
- 2011 : Accident de parcours de Patrick Volson
- 2011 : La Nuit du réveillon de Serge Meynard
- 2012 : Les Pirogues des hautes terres d'Olivier Langlois
- 2012 : Passage du désir de Jérôme Foulon
- 2012 : Adouna, la vie, le monde d'Olivier Langlois
- 2012 : Just like a woman de Rachid Bouchareb
- 2012 : Clemenceau d'Olivier Guignard
- 2012 : La Solitude du pouvoir de Josée Dayan
- 2013 : Le Vol des cigognes de Jan Kounen
- 2014 : Toi que j'aimais tant d'Olivier Langlois
- 2015 : J'ai épousé un inconnu de Serge Meynard
- 2016 : Tuer un homme d'Isabelle Czajka
- 2018 : Ronde de nuit d'Isabelle Czajka
- 2019 : Un homme abîmé de Philippe Triboit
- 2021 : L'Enfant de personne d'Akim Isker
- 2024 : À l'épreuve d'Akim Isker

#### Séries télévisées
- 2007 : La Commune
- 2008 : Disparitions (mini-série, 10 épisodes)
- 2009 : Paradis criminel de Serge Meynard (mini-série, 2 épisodes)
- 2009-2017 : Un village français (63 épisodes)
- 2011 : La collection - Écrire pour... 5 fois Nathalie Baye (épisode "Dormir debout")
- 2013-2014 : Borgia (26 épisodes)
- 2014-2015 : Frères d'armes (50 épisodes)
- 2015 : Champions De France
- 2015 : Accusée de Jimmy McGovern (6 épisodes)
- 2019 : Dérapages de Ziad Doueiri (6 épisodes)
- 2023 : Cœurs noirs de Ziad Doueiri (6 épisodes)

## Discographie

### Albums
Sous le pseudonyme de Mr Neveux
- Tuba (1998)
- Damn it ! the rock experience (2002)

### Bandes originales de film
- 1998 : Ceux qui m'aiment prendront le train (thème du film : « Welcome to Limoge »[1])
- 2001 : Intimité (Intimacy)
- 2002 : Carnages
- 2003 : Toutes les filles sont folles
- 2003 : Une souris verte (3 Blind Mice)
- 2007 : La Tête de maman
- 2009 : Persécution
- 2011 : Itinéraire Bis
- 2011 : La Croisière
- 2011 : Hideaways
- 2014 : Borgia
- 2016 : Cézanne et moi, Et ta sœur
- 2017 : Le voyage de Ricky (A Stork's Journey)
- 2017 : Zombillénium
- 2018 : Les Aventures de Spirou et Fantasio
- 2021 : De son vivant

## Distinctions

### Récompense
- Festival de la fiction TV de La Rochelle 2010 : meilleure musique pour le téléfilm Adouna, la vie, le monde[2]
- Festival de la fiction TV de La Rochelle 2024 : meilleure musique pour Sentinelles - Ukraine[3]